# Severino Rigoni
Severino Rigoni (Gallio, 31 ottobre 1914 – Padova, 14 dicembre 1992) è stato un pistard e ciclista su strada italiano. Da dilettante fu vicecampione olimpico nell'inseguimento a squadre ai Giochi di Berlino 1936 in quartetto con Bianco Bianchi, Mario Gentili e Armando Latini. Fu poi professionista e indipendente dal 1938 al 1957, vincendo alcune Sei giorni su pista, tra cui quella di New York nel 1950 con Ferdinando Terruzzi.

## Palmarès

### Pista
- 1935 (dilettanti)

Campionati italiani, Velocità dilettanti
- 1949

Sei giorni di Berlino (con Ferdinando Terruzzi)
- 1950

Sei giorni di New York (con Ferdinando Terruzzi)
- 1951

Sei giorni di Munster (con Ferdinando Terruzzi)
- 1956

Sei giorni di Rio de Janeiro (con Bruno Sivilotti)
- 1957

Sei giorni di San Paolo (con Bruno Sivilotti)

## Piazzamenti

### Competizioni mondiali
- Giochi olimpici

Berlino 1936 - Inseguimento a squadre: 2º